# Trhové Sviny
Trhové Sviny (em alemão:  Schweinitz in Böhmen) é uma cidade checa localizada na região da Boêmia do Sul, distrito de České Budějovice.

## Pessoas ilustres
- Rudolf Bureš
- Emil Hácha
- Karel Hlubuček
- Karel Valdauf